# Ransom (Illinois)
Ransom es una villa ubicada en el condado de LaSalle en el estado estadounidense de Illinois. En el Censo de 2010 tenía una población de 384 habitantes y una densidad poblacional de 148,41 personas por km².

## Geografía
Ransom se encuentra ubicada en las coordenadas 41°9′31″N 88°39′15″O / 41.15861, -88.65417. Según la Oficina del Censo de los Estados Unidos, Ransom tiene una superficie total de 2.59 km², de la cual 2.59 km² corresponden a tierra firme y (0%) 0 km² es agua.

## Demografía
Según el censo de 2010, había 384 personas residiendo en Ransom. La densidad de población era de 148,41 hab./km². De los 384 habitantes, Ransom estaba compuesto por el 99.22% blancos, el 0% eran afroamericanos, el 0% eran amerindios, el 0% eran asiáticos, el 0% eran isleños del Pacífico, el 0.78% eran de otras razas y el 0% pertenecían a dos o más razas. Del total de la población el 3.91% eran hispanos o latinos de cualquier raza.